# StumbleUpon
A StumbleUpon egy felfedezőmotor (a keresőmotor egy tipusa) amely webes tartalmat keres és ajánl. A felhasználók a közösségi hálózatok és ismerőseik ajánlásai segítségével az érdeklődési körükhöz illeszkedően fedezhetnek fel weboldalakat, fotókat és videókat, melyeket értékelhetnek is.
Böngészőhöz lévő kiegészítő létezik Mozilla Firefox, Google Chrome, Opera, Internet Explorer és Safari böngészőkhöz, továbbá a StumbleUpon működik néhány független Mozilla alapú böngészővel is.
StumbleUpon applikációk léteznek Windowsra, iOS-re, Androidra, valamint Amazon AppStore-ra.

## Történet
A StumbleUpon-t 2001 novemberében alapította Garrett Camp, Geoff Smith, Justin LaFrance és Eric Boyd, mialatt Garrett az egyetemi éveit töltötte a kanadai Calgary-ban. A cégalapítás ötlete a tartalom előtt született meg: öt vagy hat termékötletből a StumbleUpon lett kiválasztva.
Garrett egy BBC interjúban így beszélt a pillanatról, amikor számára egyértelművé vált, hogy a cége igazán sikeressé vált: "Amikor elértük a félmilliós számot (regisztrált felhasználókban), akkor kezdtük valóban komolyan venni."
A szoftver népszerűsége felkeltette Brad O'Neill szilícium-völgyi befektető figyelmét aki támogatta a San Franciscóba történő telephely-változtatást, valamint összesen 1,2 millió dollár befektetésben segített olyan befektetőktől, mint Ram Shriram (Google), Mitch Kapor (Mozilla Alapítvány), First Round Capital és Ron Conway. Garrett Camp és Geoff Smith jelenleg San Franciscóban élnek, ahol a StumbleUpon telephelye is található.
A StumbleUpon 2007 májusától az eBay tulajdonában volt, miután 75 millió dollárért megvásárolták, egészen 2009 áprilisáig, amikor Garrett Camp, Geoff Smith és számos más befektető visszavásárolta. A StumbleUpon jelenleg egy független, befektetők támogatta startup ismét, San Franciscó-i és New York-i irodákkal.
2012 szeptemberében a StumbleUpon elérhetővé tette az iOS applikációját, valamint egy új "StumbleDNA" funkciót, mely összegyűjti a felhasználó számára érdekes, népszerű tartalmakat egy helyre, ahol megnézheti a StumbleUpon kapcsolatai aktivitását is. 2012. szeptember 25-én a StumbleUpon új béta arculattal jelentkezett, melynek végleges változata minden felhasználó számára elérhetővé vált október 24-én.
2013. január 16-án a StumbleUpon elbocsájtotta dolgozói 30%-át, 110-ről 75-re csökkentve az állományt.
2013. április 29-én a StumbleUpon a fizess-amennyit-használsz MaxCDN hálózatot választotta az oldalletöltései sebessége növelése érdekében.

## A szolgáltatás leírása
A StumbleUpon közösségi szűrést használ (egy automatizált eljárást, amely kombinálja az emberi véleményeket a személyes ízlésen alapuló gépi tanulással), melynek segítségével hasonló ízlésű webes szörfözők virtuális közösségeit építi fel. A weboldalak értékelése egy saját profiloldalon is nyomon követhető (egy blogszerű nyilvántartás a kedvelt oldalakról), és közös érdeklődési ponton kialakított hálózatokat képez. Ezek a szociális hálózatok segítik a webes tartalom elosztását, így a felhasználók rátalálhatnak olyan oldalakra, melyeket barátaik és ismerőseik kedvelnek. Ha egy oldalt kedvelünk, az a “kedvencek” közé kerül. Továbbá, a felhasználóknak lehetősége van a saját érdeklődési körük témái mentén is felfedezni, mint például “történelem” vagy “játékok”. (a választható fogalmak köre adott, tetszőlegesen nem bővíthető)
A felhasználók egy oldalt a felfele illetve lefele mutató ujj ikonokkal tudnak értékelni a StumbleUpon eszköztárról, és lehetőségük van megjegyzéseket is hagyni az oldalt értékelő részben, ami megjelenik a felhasználó blogján is. Ez a közösségi felfedező megközelítés automatizálja az ismerősök “szájról szájra” weboldal ajánlását és egyszerűsíti a webes tájékozódást.
A StumbleUpon beállításai között tovább lehet szűkíteni a látni kívánt weboldalak körét. Az érdeklődési körök meghatározásával lehetőség van az oldalak életkor szerinti szűrésére (pl. felnőtt tartalom), továbbá léteznek tartalomszűrők, melyek lehetővé teszik hang, video, flash és képek szűrését.
2011. október 24-én a StumbleUpon eltávolított több évnyi, felhasználók által készített tartalmat, eltávolította az összes HTML blogolási lehetőséget, blog posztokat, valamint a fotóbloggoló funkciókat, továbbá minden meglévő blog bejegyzés HTML-ről szövegesre lett alakítva, és minden régebbi fotó eltávolításra került. A StumbleUpon ezt így kommentálta: “Idővel rájöttünk, hogy nem vagyunk képesek az ajánlási rendszerünk mellett egy blogmotor támogatására és skálázására is”.
Az ajánlott tartalom a felhasználó beállításai, a barátai által kedvelt és nem kedvelt tartalom, a tartalom demográfiai adatai, valamint egyéb más tulajdonságok alapján kerül kiválasztásra, melyet a cég nem hoz teljes mértékben nyilvánosságra.

## StumbleUpon Videó
2006. december 13-án a StumbleUpon elindította a StumbleVideo oldalt a https://web.archive.org/web/20180723060924/http://video.stumbleupon.com/ címen. Az új oldal lehetővé tette a felhasználóknak, hogy böngésző-kiegészítő nélkül találjanak és osztályozhassanak ajánlott tartalmat egy Ajax felület segítségével. Az oldal pillanatnyilag támogatja a CollegeHumor, DailyMotion, FunnyOrDie, Google, MetaCafe, MySpace, Vimeo és YouTube videókat.
2007. február 12-én a StumbleUpon elindított egy StumbleVideo verziót az Internet Channel böngészőhöz, ami a Wii konzolon fut. Ez a verzió teljes mértékben optimizálva lett a Wii kisebb képfelbontásához, míg az eredetihez hasonló funkciókat kínál.

## StumbleThru
2007 áprilisában a StumbleUpon elindította a StumbleThru szolgáltatást, mely lehetővé teszi a böngésző-kiegészítőt használó felhasználóknak, hogy különböző oldalakon belül találjanak ajánlott tartalmat, mint pl. Youtube, The Onion, Public BroadCasting Service és a Wikipédia. A szolgáltatás bejelentése szerint a jövőben a StumbleUpon további weboldalakkal fogja bővíteni a szolgáltatást.
2010. június 13-án a StumbleThru szolgáltatás elérhető a BBC.com, Blogger, Break.com, CNN.com, Collegehumor, Flickr.com, FunnyorDie.com, Howstuffworks.com, HuffingtonPost.com, Metacafe.com, Pbs.org, PhysOrg, Rolling Stone, Scientific American, The Onion, Wikipédia, Wired.com, Wordpress és YouTube oldalakon.

## Su.pr
2009 márciusában a StumbleUpon elindította a Su.pr URL rövidítő szolgáltatást. Elsősorban Twitter és Facebook státuszokhoz és üzenetekhez használják. Ez a szolgáltatás hasonló a bit.ly és a TinyURL szolgáltatásokhoz. 2009 márciusa és májusa között a su.pr szolgáltatás csak meghívókóddal volt használható, de jelenleg minden StumbleUpon felhasználó számára elérhető.

## Hirdetés
A „Fizetett felfedezés” a StumbleUpon hirdetési rendszere. A StumbleUpon platform segít a felhasználóknak új weboldalakat találni az érdeklődési körük mentén egy gombra kattintva a böngészőjükben. A „Fizetett felfedezés”-sel a reklámozó URL-je (weboldala, videója, stb) ennek a folyamnak a része lesz.
Az ajánlott oldalak maximum 5%-át teszik ki a „Fizetett felfedezés” oldalak, ahol a reklámozók közvetlenül beilleszthetik a weboldalaikat a felhasználói élménybe. Ez azt jelenti, hogy a közönség közvetlenül a hirdetők weboldalára, videóira, fotóira kerül, továbbá a felhasználók értékelhetik ezt a tartalmat is.
Mivel a „Fizetett felfedezés” közvetlenül a hirdető oldalára küldi a látogatókat, nincs szükség külön reklám készítésére: a reklámozó weboldala maga a reklám. Amikor a felhasználó egy reklámoldalra kerül, egy zöld “szponzorált” ikon jelenik meg a böngésző eszköztáron avagy a mobil applikáción, jelezve, hogy ez egy fizetett ajánlott tartalom. A StumbleUpon nem alkalmaz hagyományos reklámformátumokat, mint pl. felbukkanó ablakok vagy címszalagok, stb.
A hirdetők számos különböző opció közül választhatnak aszerint, hogy milyen ütemben és mennyi felhasználónak szeretnék eljuttatni a reklámjukat, a marketingcéljaik alapján. A kiszolgálás ütemezése határozza meg a sorrendet, ami szerint az oldalaik megjelennek, a rendelkezésre álló készlet alapján.

## Növekedés
2002 decemberében a StumbleUponnak 1 millió felhasználója volt. 2010. május 18-án a StumbleUpon több mint 10 000 000 felhasználóról számolt be. A StumbleUpon azt állította, hogy 2008 május vége előtt 5 milliárd ajánlást közvetített ki, melyből több mint egy milliárd volt csupán 2008-ban.  2011 augusztusában a StumbleUpon elérte a 25 milliárd ajánlást, mely ponton minden hónapban 1 milliárd újabb ajánlás kerül kiszolgálásra. 2012 áprilisában a StumbleUpon bejelentette, hogy a szolgáltatásnak immáron több mint 25 millió regisztrált felhasználója van.

## eBay
2007 májusában a StumbleUpon-t megvásárolta az eBay. Korai híresztelések szerint a Google és az AOL szintén érdeklődött az eBay bejelentése előtt. 2008 szeptemberében az eBay megbízta a Deutsche Bankot, hogy értékesítse a StumbleUpon-t. 2009. április 13-án Garrett Camp és Geoff Smith alapítók más befektetőkkel, többek között Ram Shrirammal visszavásárolták a céget.

## Külső hivatkozások
- http://www.stumbleupon.com Archiválva 2006. január 10-i dátummal a Wayback Machine-ben